# Trimeresurus trigonocephalus
Trimeresurus Trigonocephalus is een slang uit de familie van de adders (Viperidae) en de onderfamilie groefkopadders (Crotalinae). Er worden op dit moment geen ondersoorten erkend.

## Naam en indeling
Trimeresurus Trigonocephalus is de Latijnse naam, maar hij wordt ook wel Sri Lankaanse pitadder, ceylonpitadder, Sri Lankaanse groene pitadder of, lokaal, pala polonga genoemd.

## Uiterlijke kenmerken
Deze slang is normaal groen met zwarte vlekken op de rug. De lengte is gemiddeld 20 tot 25 centimeter, met een maximum van 60 centimeter. Hij is goed gecamoufleerd met zijn groene kleur.

## Verspreiding en habitat
Deze slang is endemisch voor Sri Lanka. Ze leven in de takken en komen maar zelden op de grond voor. 

## Giftigheid
Het gif is voornamelijk hemotoxisch. Slachtoffers hebben last van extreme pijn, zwelling van het gebeten gebied, oedeem, blaren en gelokaliseerd weefselnecrose. De pijn van de wond kan dagen duren. Ptosis en lymfadenopathie vindt plaats na de beet. Bij ernstige gevallen kan polyurisch nierfalen optreden, maar er zijn geen dodelijke slachtoffers gemeld.